# 有补格

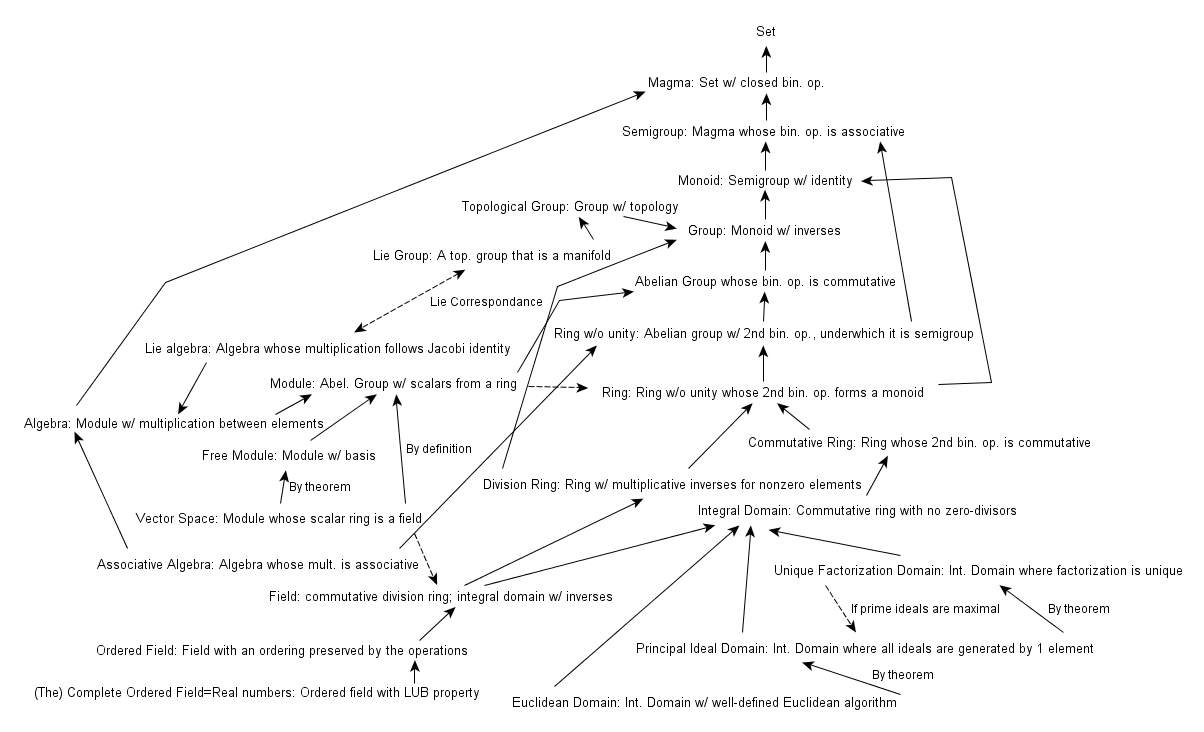

设{\displaystyle (L,\vee ,\wedge ,0,1)}是一个有界格，{\displaystyle a\in L}，若存在{\displaystyle b\in L}使得{\displaystyle a\wedge b=0}且{\displaystyle a\vee b=1}，则称{\displaystyle b}是{\displaystyle a}的补元。显然若{\displaystyle b}是{\displaystyle a}的补元则{\displaystyle a}也是{\displaystyle b}的补元，换句话说{\displaystyle a,b}互为补元，简称互补。
不难证明，在任何有界格中，全下界0与全上界1总是互补的。而对于其它元素，可能存在补元，也可能不存在补元。如果存在补元，可能是唯一的，也可能是多个补元。但对于有界分配格，如果它的元素存在补元，则一定是唯一的。
设{\displaystyle (L,\vee ,\wedge ,0,1)}是一个有界格，若对于任意的{\displaystyle a\in L}，在{\displaystyle L}中都有{\displaystyle a}的补元存在，则{\displaystyle L}称为有补格。